# Valerio Grond
Valerio Grond (ur. 26 października 2000 w Monstein) – szwajcarski biegacz narciarski, wicemistrz świata, dwukrotny medalista mistrzostw świata juniorów oraz mistrz świata młodzieżowców.

## Kariera
Po raz pierwszy na arenie międzynarodowej pojawił się 3 grudnia 2016 roku w Goms, gdzie w zawodach juniorskich zajął szóste miejsce w sprincie stylem dowolnym. W 2018 roku wystąpił na mistrzostwach świata juniorów w Goms, zdobywając brązowy medal w sprincie stylem dowolnym. Na rozgrywanych dwa lata później mistrzostwach świata juniorów w Oberwiesenthal w tej samej konkurencji wywalczył srebrny medal. Był tam także czwarty w sztafecie. Ponadto podczas mistrzostw świata młodzieżowców w Lygna w 2022 roku zwyciężył w sprincie stylem dowolnym.
W zawodach Pucharu Świata zadebiutował 12 grudnia 2020 roku w Davos, zajmując szóste miejsce w sprincie stylem dowolnym. Tym samym już w debiucie zdobył pierwsze pucharowe punkty. 22 stycznia 2023 roku wspólnie z Janikiem Rieblim zajął trzecie miejsce w sprincie drużynowym techniką dowolną. Na podium indywidualnych zawodów tego cyklu pierwszy raz stanął 3 marca 2024 roku w Lahti, kończąc sprint techniką dowolną na trzeciej pozycji. Wyprzedzili go tam Norweg Johannes Høsflot Klæbo i Francuz Lucas Chanavat.
Podczas mistrzostw świata w Oberstdorfie w 2021 roku zajął 36. miejsce w sprincie techniką klasyczną. Na igrzyskach olimpijskich w Pekinie rok później w sprincie stylem dowolnym był osiemnasty.

## Osiągnięcia

### Igrzyska olimpijskie
| Miejsce | Dzień    | Rok  | Miejscowość | Konkurencja            | Czas biegu | Strata | Zwycięzca              |
| ------- | -------- | ---- | ----------- | ---------------------- | ---------- | ------ | ---------------------- |
| 18.     | 8 lutego | 2022 | Zhangjiakou | Sprint stylem dowolnym | 2:58,06    | -      | Johannes Høsflot Klæbo |

### Mistrzostwa świata
| Miejsce | Dzień     | Rok  | Miejscowość | Konkurencja                        | Czas biegu | Strata | Zwycięzca              |
| ------- | --------- | ---- | ----------- | ---------------------------------- | ---------- | ------ | ---------------------- |
| 36.     | 25 lutego | 2021 | Oberstdorf  | Sprint stylem klasycznym           | 3:01,30    | -      | Johannes Høsflot Klæbo |
| 9.      | 27 lutego | 2025 | Trondheim   | Sprint stylem dowolnym             | 2:45,74    | —      | Johannes Høsflot Klæbo |
| 8.      | 5 marca   | 2025 | Trondheim   | Sprint drużynowy stylem klasycznym | 18:27,71   | +27,77 | Norwegia               |
| 2.      | 6 marca   | 2025 | Trondheim   | Bieg sztafetowy 4×7,5 km           | 1:08:13,7  | +21,6  | Norwegia               |

### Mistrzostwa świata młodzieżowców
| Miejsce | Dzień     | Rok  | Miejscowość | Konkurencja              | Czas biegu | Strata  | Zwycięzca             |
| ------- | --------- | ---- | ----------- | ------------------------ | ---------- | ------- | --------------------- |
| 12.     | 11 lutego | 2021 | Vuokatti    | Sprint stylem klasycznym | 3:01,72    | -       | Aleksandr Tierientjew |
| 11.     | 13 lutego | 2021 | Vuokatti    | Sztafeta mieszana        | 52:52,9    | +2:56,9 | Norwegia              |
| 1.      | 26 lutego | 2022 | Lygna       | Sprint stylem klasycznym | 2:14,95    | -       | -                     |

### Mistrzostwa świata juniorów
| Miejsce | Dzień       | Rok  | Miejscowość    | Konkurs                 | Wynik   | Strata  | Zwycięzca           |
| ------- | ----------- | ---- | -------------- | ----------------------- | ------- | ------- | ------------------- |
| 3.      | 28 stycznia | 2018 | Goms           | Sprint stylem dowolnym  | 2:59,77 | +5,57   | Tom Mancini         |
| 48.     | 30 stycznia | 2018 | Goms           | 10 km stylem klasycznym | 24:58,8 | +2:57,9 | Jon Rolf Skamo Hope |
| 9.      | 3 lutego    | 2018 | Goms           | bieg sztafetowy 4×5 km  | 50:04,2 | +3:00,7 | Norwegia            |
| 2.      | 29 lutego   | 2020 | Oberwiesenthal | Sprint stylem dowolnym  | 2:33,44 | +2,32   | Ansgar Evensen      |
| 4.      | 6 marca     | 2020 | Oberwiesenthal | bieg sztafetowy 4×5 km  | 54:54,9 | +1:34,4 | Stany Zjednoczone   |

### Puchar Świata

#### Miejsca w klasyfikacji generalnej
| Sezon     | Miejsce |
| --------- | ------- |
| 2020/2021 | 62.     |
| 2021/2022 | 54.     |
| 2022/2023 | 30.     |
| 2023/2024 | 27.     |
| 2024/2025 | 28.     |

#### Miejsca na podium w zawodach indywidualnych Pucharu Świata chronologicznie
| Nr | Dzień   | Rok  | Miejscowość | Konkurencja            | Czas biegu | Strata | Miejsce | Zwycięzca              |
| -- | ------- | ---- | ----------- | ---------------------- | ---------- | ------ | ------- | ---------------------- |
| 1. | 3 marca | 2024 | Lahti       | Sprint stylem dowolnym | 2:43,99    | +0,96  | 3.      | Johannes Høsflot Klæbo |